# Rhynchospora kuntzei
Rhynchospora kuntzei là loài thực vật có hoa trong họ Cói. Loài này được C.B.Clarke ex Kuntze miêu tả khoa học đầu tiên năm 1898.